# Величков, Стефан
Стефан Величков (болг. Стефко Величков; род. 15 февраля 1949, Плевен) — болгарский футболист, игравший на позиции защитника. После завершения игровой карьеры — тренер.
Выступал в частности за клуб ЦСКА (София), а также национальную сборную Болгарии, в составе которой был участником чемпионата мира 1974 года.

## Клубная карьера
Воспитанник клуба «Спартак» (Плевен). В возрасте 17 лет дебютировал в составе первой команды в северной группе Б (вторая лига чемпионата Болгарии) в сезоне 1966/67 годов, в котором плевенский клуб финишировал на 1-м месте и обеспечил себе повышение в группу А. В следующих двух сезонах он провёл 27 игр в элитном дивизионе.
Летом 1969 года он перешёл в клуб «Академик» (Свиштов) который играл во втором дивизионе, провёл в клубе один сезон. В 1970 году вернулся в элитный болгарский дивизион, перейдя в состав клуба клуба «Этыр». В 1971 стал первым игроком «Этыра», сыгравшим за национальную сборную Болгарии. В общей сложности отыграл за клуб 136 матчей в чемпионате.
В 1974 году пополнил состав клуба ЦСКА (София). Официально дебютировал в составе армейцев 22 сентября в победном поединке против клуба «Пирин» (Благоевград), заменив Петара Жекова во втором тайме (3:0). К концу сезона провёл 22 матча и стал чемпионом Болгарии. В следующем сезоне вновь стал чемпионом страны.
В 1976 году Величков вернулся в «Спартак» (Плевен), где пробыл до лета 1980 года, после чего закончил карьеру в возрасте 31 года и был назначен помощником тренера «Спартака». Всего он сыграл 251 матч и забил 1 гол в группе А чемпионата Болгарии, а также 105 матчей в группе Б.

## Выступления за сборную
Величков провёл 16 матчей в составе юношеской сборной Болгарии до 18 лет, с которой участвовал в двух чемпионатах Европы в 1966 году в Югославии и в 1968 году во Франции.
7 апреля 1971 дебютировал в официальных матчах в составе национальной сборной Болгарии в товарищеской игре против сборной Греции (1:0). Свой единственный гол за в футболке сборной забил 19 мая 1971 года в квалификации на Евро-1972 года в матче против сборной Венгрии (3:0).
В составе сборной был участником чемпионата мира 1974 года в ФРГ, где сыграл 90 минут во всех трёх матчах Болгарии против Швеции, Уругвая и Нидерландов, болгары не выиграли ни одной игры и не смогли пройти групповой этап.
Всего в течение карьеры в национальной команде, длившейся 4 года, провёл в её форме 26 матчей, забив 1 гол.

## Карьера тренера
Начал тренерскую карьеру сразу же после завершения карьеры игрока, в 1980 году, войдя в тренерский штаб клуба «Спартак» (Плевен), а в сезоне 1985/86 годов был главным тренером клуба, в который потом ещё дважды возвращался как главный тренер в 1988—1990 и 1992—1993 годах.
В течение тренерской карьеры также возглавлял команды Арда (Кирджали) и Светкавица.

## Достижение
- Чемпион Болгарии (2): 1974/75, 1975/76